# Масакр код Вејце
Масакр код Вејце је најкрвавији и најбруталнији масакр у новијој историји Републике Македоније. Масакр се догодио 28. априла 2001. године у 17:45 часова. У заседи су убијена осморица специјалних полицајаца и припадника специјалних јединица "Вукови" и "Специјалне јединице СВР Битола". Специјалци који су преживели иницијални напад бомбама и аутоматским оружјем су искасапљени, а затим спаљени живи. Исход је осам погинулих и шест рањених. У борби је такође страдало неколико албанских терориста.
Заседу су поставили албански терористи и муџахедини.